# N-甲基-N-亚硝基对甲苯磺酰胺
N-甲基-N-亚硝基对甲苯磺酰胺安全且易于使用，可用作有毒且不稳定的重氮甲烷的前驱体。
加入氢氧化钠、氢氧化钾等碱性试剂后，发生消除反应，生成重氮甲烷及副产物对甲苯磺酸：